# ملعب هانغ داي
ملعب هانغ دي (بالإنجليزية: Hang Day Stadium)‏ هو ملعب كرة قدم متعدد الأغراض يقع في هانوي، فيتنام، يتسع لـ 22,500 متفرج.